# Tibério Pláucio Silvano Eliano
Tibério Pláucio Silvano Eliano (em latim: Tiberius Plautius Silvanus Aelianus) foi um senador romano da gente patrícia Pláucia que serviu como cônsul sufecto para o nundínio de março a junho de 44 com Tito Estacílio Tauro Corvino e novamente, entre 13 de janeiro e fevereiro de 74, com o herdeiro de Vespasiano, Tito. Ele era neto de Marco Pláucio Silvano, cônsul em 2 a.C., e sobrinho de Pláucia Urgulanila, a primeira esposa de Cláudio, por quem foi adotado.

## Carreira
Sabe-se que ele foi o pontífice que ofereceu a primeira oração quando a primeira pedra da construção do novo Capitólio foi lançada em 70. Em algumas fontes antigas ele é chamado apenas de Pláucio Eliano, mas sabe-se através de inscrições que seu nome completo era Tibério Pláucio Silvano Eliano e que ele deteve vários importantes comandos militares durante sua carreira.
Na época de Nero, Eliano serviu como legado imperial da Mésia entre 61 e 66 e governou a província com uma "política de ampla terra arrasada". De lá, Eliano enviou carregamentos de trigo mésio para complementar o suprimento de cereais de Roma, possivelmente na crise provocada pelo grande incêndio de 64. Por volta de 60, Eliano trouxe da região além do Danúbio para a Mésia "mais de 100 000 transdanúbios juntamente com suas esposas, crianças, chefes ou reis [e os assentou] para que pagassem tributos".
Posteriormente, Eliano foi enviado para a Hispânia, que na época não tinha um governador provincial. Porém, em 69, o recém-empossado imperador Vespasiano quis nomear Eliano prefeito urbano de Roma no lugar de seu assassinado irmão, Tito Flávio Sabino. Como sabemos por sua inscrição funerária, Eliano foi na verdade reconvocado a Roma e Vespasiano propôs que ele recebesse a ornamenta triumphalia por seus serviços na Mésia, um gesto que deixava implícito o quão pouco generoso havia sido o governo de Nero. O Senado votou em seguida pela aprovação da proposta de Vespasiano.